# Lissoclinum variabile
Lissoclinum variabile är en sjöpungsart som beskrevs av Kott 200. Lissoclinum variabile ingår i släktet Lissoclinum och familjen Didemnidae. Inga underarter finns listade i Catalogue of Life.